# Vitigudino
Vitigudino település Spanyolországban, Salamanca tartományban. Vitigudino Barceo, Sanchón de la Ribera, Villarmuerto, Peralejos de Abajo, Pozos de Hinojo, Moronta, Yecla de Yeltes és Guadramiro községekkel határos. Lakosainak száma 2361 fő (2024).

## Népesség
A település népessége az elmúlt években az alábbi módon változott:
| Lakosok száma | 3106 | 2987 | 2923 | 2887 | 2866 | 2750 | 2580 | 2499 | 2380 | 2361 |
|               | 2001 | 2004 | 2007 | 2009 | 2012 | 2014 | 2017 | 2019 | 2022 | 2024 |